# 老盛语
老盛语(lao21 sɛŋ21；也称kʰa55)是老挝北部一种彝语。大卫·布拉德利(2007)给出的内名是law21 sɛŋ21。
Kingsada (1999)记录了丰沙里省本代县Chaho村的lao21 sɛŋ21语，而while Kato (2008)记录了丰沙里省约乌县Namnat村的kʰa55语。